# Danse en Belgique

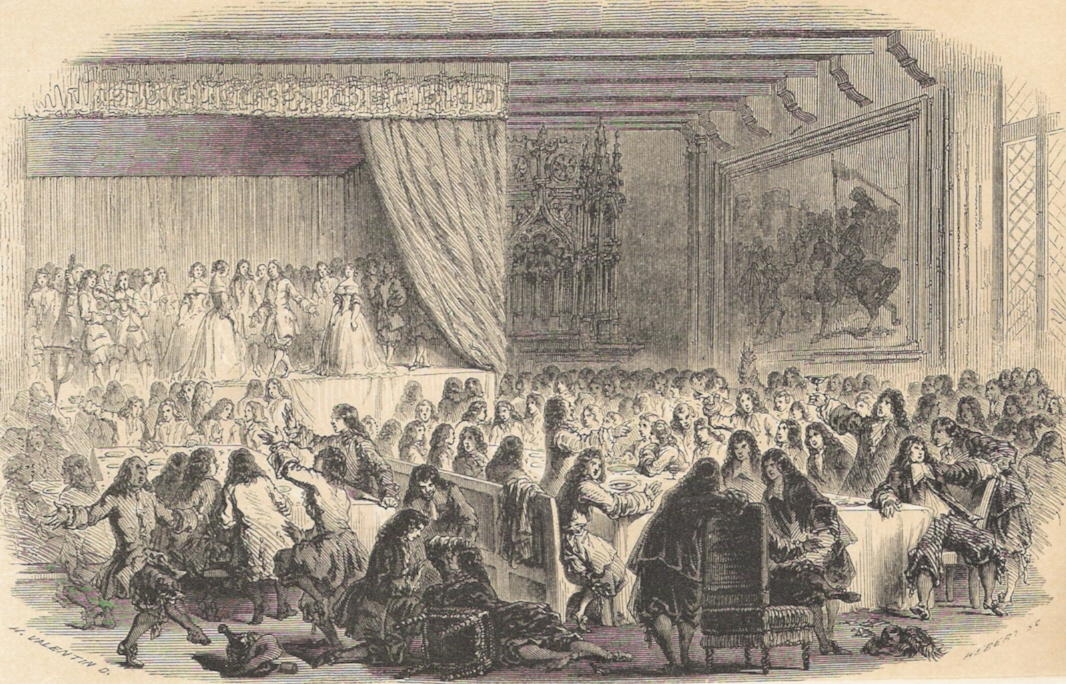
Banquet de la confrérie de saint Job, Bruxelles 1690.

La danse en Belgique possède une longue histoire. L'un des premiers textes connus décrivant des danses de la Renaissance est un manuscrit ayant appartenu à Marguerite d'Autriche et conservé à la Bibliothèque royale de Belgique : le manuscrit des basses danses (vers 1497-1500).
Au XVIe siècle, on suppose que le répertoire décrit par Thoinot Arbeau (chanoine de Langres) dans son Orchésographie (1589) était également pratiqué dans nos régions, les anciens Pays-Bas bourguignons. On connaissait vraisemblablement les branles, les courantes, les pavanes et les gaillardes, et l'on pratiquait encore la basse danse.
Les confréries de musiciens et danseurs ont également joué un rôle majeur dans la transmission des danses, dès le XVIe siècle et jusqu'au milieu du XVIIIe siècle. Animateurs exclusifs des bals et des fêtes, ils ont sauvegardé jalousement leurs privilèges jusqu'à ce que la concurrence de danseurs de théâtre et de maîtres de danse « étrangers » leur devienne fatale. Ainsi, à Bruxelles, la confrérie de saint Job, née au XIVe siècle, cesse toute activité après 1756.

## LeXVIIesiècle

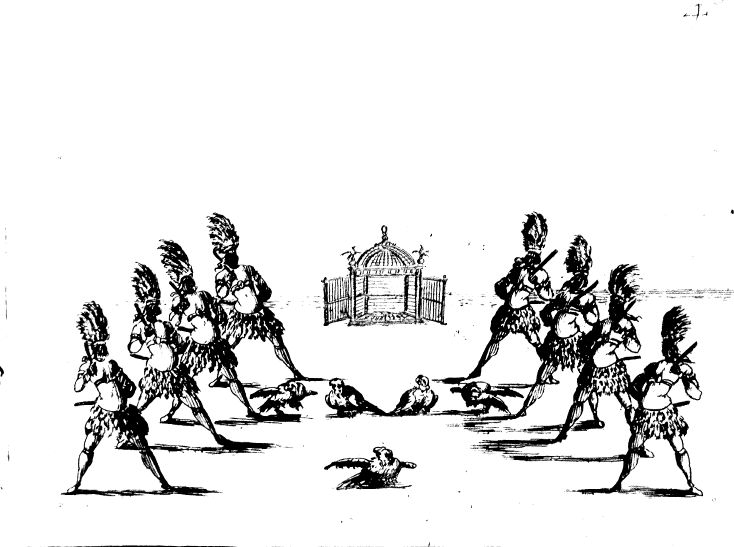
Balbi, Ballet des Indiens et des perroquets
(Bruxelles 1649)

En 1599, Jehan Lhermite énumère quelques danses pratiquées à la cour des archiducs Albert et Isabelle : on y danse la basse danse, l'allemande, plusieurs branles, et surtout la gaillarde. Les archiducs gratifient aussi les « matassins » – ou danseurs d'épée – qui participent à l'Ommegang de Bruxelles. On donne aussi souvent des ballets à la cour, comme Les Noces de Psyché et de Cupidon, représenté en 1608 dans la grande salle du palais, avec toutes ses machineries. Dès 1632, la gazette de Théophraste Renaudot relate périodiquement les représentations de ballets et les bals donnés à la cour de Bruxelles, comme ce « balet de 14 seigneurs, de l'invention du Sr de la Serre » représenté le 10 décembre 1634.
En 1649, le célèbre chorégraphe vénitien Giovan Battista Balbi, qui avait monté les ballets de La finta pazza à Paris quatre ans plus tôt, est à la cour de l'archiduc Léopold-Guillaume ; on y prépare les festivités célébrant le mariage du roi Philippe IV d'Espagne avec Marie-Anne d'Autriche. Dans cette effervescence, Balbi remonte les ballets qu'il avait imaginés, dans La finta pazza, pour divertir le jeune roi Louis XIV, alors âgé de sept ans : au ballet des autruches succède celui des eunuques, des ours et des singes. L'œuvre se termine par le ballet des Indiens et des perroquets. Balbi travaille ensuite à sa nouvelle composition : le Ballet du monde, intermèdes dansés dans Ulisse all'isola di Circe, nouvel opéra que l'archiduc a commandé expressément au poète italien Ascanio Amalteo et au musicien de sa cour Giuseppe Zamponi. Ce premier grand opéra à machines est représenté le 24 février 1650, sur le théâtre de la cour aménagé à grands frais.
Plusieurs ballets sont encore donnés ensuite, comme un Pompeux ballet dansé en 1664 et une Représentation de comédies et ballet en 1685, mais l'événement le plus important est l'inauguration, le 24 janvier 1682, d'une nouvelle scène lyrique permanente, établie dans un vieux hangar du Quai au Foin. Le spectacle quitte la cour pour entrer de plain-pied dans la ville, et le public bruxellois peut désormais se presser aux portes de la nouvelle « Académie de Musique » pour assister aux grandes œuvres du répertoire français et italien. Depuis son ouverture jusqu'à 1699, on y donne tous les grands opéras de Lully, parfois très peu de temps après Paris. Les divertissements dansés sont composés par des maîtres de ballet français, dont les plus importants sont Pierre Deschars, Antoine Desbrosses et François Rodier.
La ville d'Anvers possède aussi son « Académie de Musique », très active au cours de cette même période et également portée sur les œuvres de Lully. Dans les dernières années du XVIIe siècle, la ville de Gand suit le mouvement, en invitant le directeur de l'Opéra du Quai au Foin à remonter les opéras présentés à Bruxelles.

## LeXVIIIesiècle

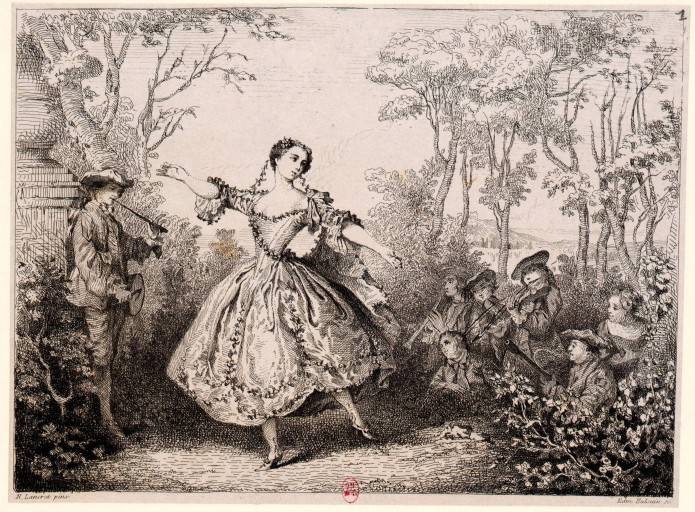
Mlle Camargo, gravure de Hédouin, d'après Lancret.

Après le bombardement de Bruxelles par les armées françaises du duc de Villeroy, le gouverneur des Pays-Bas espagnols Maximilien-Emmanuel de Bavière charge l'un de ses officiers, Gio Paolo Bombarda, d'ériger un nouveau théâtre en plein cœur de la ville : le Théâtre de la Monnaie est inauguré vers la fin de l'année 1700 et deviendra l'une des principales scènes étrangères après Paris. Le répertoire de Lully y conserve une place prépondérante et le ballet devient vite le spectacle de prédilection des Bruxellois : Billioni, Jean-Benoît Leclair, Jean-Baptiste Pitrot, Jean-Baptiste Hus, Charles Bernardy et autres maîtres de ballet remontent à Bruxelles quantité d'œuvres présentées à Paris, mais ils créent aussi d'origine de nombreux ballets qui tourneront dans toute l'Europe.
C'est à Bruxelles que naît et débute la danseuse qui deviendra célèbre dans toute l'Europe sous le nom de « la Camargo ».
Sous l'impulsion de Noverre et de ses théories sur le ballet d'action, le renouveau du ballet gagne Bruxelles et, au cours des années 1760 à 1780, il ne se passe pas une semaine sans que les directeurs du Théâtre de la Monnaie ne mettent une création ou une reprise à l'affiche, encouragés par le gouverneur Charles-Alexandre de Lorraine, grand amateur d'art. Le directeur du théâtre, Ignaz Vitzthumb, envoie régulièrement la troupe des comédiens et danseurs donner des représentations à Anvers et Gand.
Dans cette dernière ville, le maître de danse D'Aubat Saint-Flour compose des ballets pour le théâtre et pour les jésuites ; en 1757 il publie également un recueil de cent contredanses. La contredanse occupe en effet tout le siècle et on publie, dans les Pays-Bas autrichiens, quantité de recueils imprimés et manuscrits rassemblant des contredanses françaises et anglaises, pour le plus grand plaisir de la bourgeoisie de l'époque, suivant en cela la mode de Paris et de Londres.
Mais un bon ballet coûte cher, et les directeurs du Théâtre de la Monnaie seront amenés à supprimer le ballet permanent à plusieurs reprises. En 1793, les troubles militaires dont Bruxelles est l'objet et les changements incessants de direction théâtrale mettent un terme définitif à l'existence du ballet.

## LeXIXesiècle

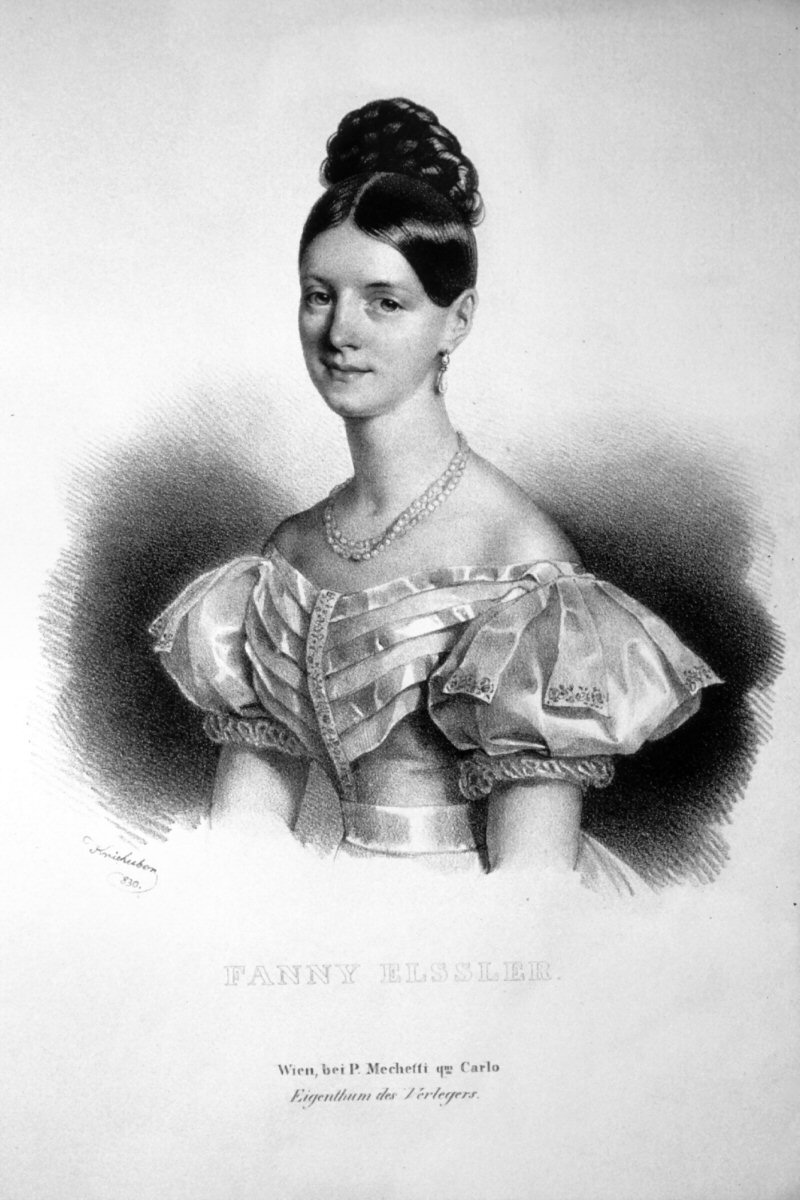
Fanny Elssler en 1830

À l'exception de quelques rares représentations données par des troupes de passage, le ballet est inexistant pendant vingt ans et il faut attendre l'arrivée d'Eugène Hus en 1814 pour voir renaître une activité chorégraphique en Belgique. Engagé d'abord comme régisseur du Théâtre de la Monnaie puis comme maître de ballet, Hus fonde en 1818 le premier Conservatoire de danse, destiné à former les futurs membres du corps de ballet. En 1826, Jean-Antoine Petipa le réorganisera complètement et le dotera d'un règlement relatif à l'entrée des élèves, à leur programme d'enseignement et à leur admission dans le corps de ballet.
L'indépendance de la nouvelle Belgique correspond à la période faste du ballet romantique, mouvement auquel participe activement le Théâtre de la Monnaie : fin 1832, le célèbre « diou de la danse » Auguste Vestris vient régler à Bruxelles un ballet, La Maison inhabitée, qui sera représenté le 10 janvier 1833 ; Arthur Saint-Léon, élève d'Albert, débute comme premier danseur le 19 novembre 1838 ; Fanny Elssler donne une série de représentations en tournée du 31 mai au 6 juillet 1843 ; Fanny Cerrito fait de même quelques semaines plus tard ; Marie Taglioni vient danser La Sylphide en tournée du 20 septembre au 2 octobre 1844, elle est suivie par le retour de Fanny Elssler dans Giselle ; du 21 septembre au 21 octobre 1849, c'est Lucile Grahn qui danse l'essentiel de son répertoire.
Les grandes danseuses de l'époque sont Marie Lesueur et Mlle Ambroisine.
Sous les maîtres de ballet Joseph Hansen et Lucien Petipa, la danse subit le même sort qu'à l'Opéra de Paris, dont le Ballet s'essouffle et ne produit plus rien de remarquable, les grandes ballerines étant retirées de la scène. L'arrivée de Gaetano Saracco en 1886 ne modifiera pas la donne, mais préparera les bouleversements du siècle suivant.

## LeXXesiècle
François Ambrosiny, qui succède à Saracco en 1904, est un chorégraphe curieux de nature et ouvert à tous les courants. Il va favoriser les tournées de compagnies et d'artistes réputés, comme Isadora Duncan en 1907, les Ballets russes de Serge de Diaghilev en 1910 (avec Ida Rubinstein), 1922 et 1928, Anna Pavlova en 1920, les Ballets suédois de Rolf de Maré en 1921, Alexandre et Clotilde Sakharoff en 1923. Ambrosiny participe ainsi au renouveau chorégraphique de son temps et encourage la composition de ballets d'avant-garde sur des œuvres nouvelles de Paul Dukas, Antonín Dvořák ou Igor Stravinsky.
Au début des années 1920 apparaît une jeune danseuse qui va marquer les générations futures : Akarova pratique une danse libre résolument moderne, qui la fera qualifier d'« Isadora Duncan belge ».
En janvier 1933 est présenté au palais des beaux-arts de Bruxelles le ballet de Kurt Jooss La Table verte, créé à Paris, au Théâtre des Champs-Élysées, le 3 juillet 1932. Ce sera la révélation pour beaucoup de danseurs de cette génération.
Mais la Guerre est l'occasion de toutes les remises en question artistiques et de toutes les revendications d'autonomie de la danse par rapport aux autres arts, et aussi d'une certaine « danse flamande » : Lea Daan, Elsa Darciel et Jeanne Brabants insistent sur la nécessité de fonder une identité chorégraphique flamande, tandis que Paul Grinwis et Hanna Voos misent davantage sur une identité belge.
Au cours des années 1940, plusieurs manifestes, plaquettes et pamphlets sont publiés pour étayer ces revendications. Citons :
- Elsa Darciel, Naar een vlaamsche danskunst (Vers un art de la danse flamand, Bruxelles, 1941)
- Paul Grinwis, Terpsichore en Belgique (Gand, 1941)
- Madeleine Lebbe, La danse, art créateur (Bruxelles, 1942)

La Belgique de l'après-guerre, trop occupée à la reconstruction nationale, néglige de donner corps aux espérances de naguère. En 1959, Lydia Chagoll le rappelle dans son Plaidoyer pour le ballet belge, dans lequel elle prône la constitution d'un « Ballet national ». Peu de temps après, c'est Maurice Béjart qui réalisera ce rêve.
Dans le même temps, le mouvement des auberges de jeunesse (re)découvre les danses folkloriques de Flandre et de Wallonie, notamment par l'intermédiaire des professeurs d'éducation physique qui en sont les premiers véhicules : de nombreuses enquêtes et reconstitutions 
donnent naissance à des groupes de danse qui remettent à l'honneur la pratique de ces danses perdues ou, du moins, oubliées.
En 1938 déjà se créait à Anvers la Volksdanscentrale voor Vlaanderen (VDCV) et 20 ans plus tard se fondait en Wallonie la Fédération wallonne des Groupements de Danses populaires (FWGDP) qui deviendra ensuite la DAPO. De 1962 à 1978, 10 volumes de danses wallonnes virent le jour, à l'instigation de la musicienne Rose Thisse-Derouette et de la danseuse Jenny Falize : environ 150 danses furent publiées par la Commission royale belge de Folklore (institution dépendant du Ministère de l'Éducation nationale et de la Culture), accompagnées de disques.

### L'ère Béjart
Arrivé en Belgique en 1958 pour une représentation de son ballet Orphée à Liège, durant le festival des Nuits de septembre, Maurice Béjart est filmé par la télévision belge et remarqué par Maurice Huisman, directeur du Théâtre de la Monnaie.
L'année suivante, Béjart donne Le Sacre du printemps à Bruxelles et y fonde le Ballet du XXe siècle. Durant vingt ans, les créations de Béjart vont rythmer la vie artistique de Bruxelles et de la Belgique, et le chorégraphe va réellement « éduquer » le public belge à la danse. Parallèlement, il crée l'école Mudra, dans laquelle il va former plusieurs générations d'interprètes et de chorégraphes de qualité.
Quittant Bruxelles en 1987, Béjart laisse derrière lui un public et des danseurs « orphelins », mais également une porte ouverte et de nouvelles perspectives pour les jeunes chorégraphes.
Entre-temps, stimulée par le succès du Ballet du XXe siècle, Hanna Voos fonde à Charleroi en 1967 le Ballet royal de Wallonie. Deux ans plus tard, Jeanne Brabants fait de même à Anvers avec le Ballet royal de Flandre (Koninklijk Ballet van Vlaanderen). Ces deux compagnies, de style néoclassique, revendiquent leurs identités culturelles propres, respectivement wallonne et flamande. À Liège, le ballet de l'Opéra royal de Wallonie interprète essentiellement des divertissements d'opéra.

### L'après-Béjart
À la fin des années 1970 déjà, quelques « mudristes » avaient présenté leurs travaux en public, parfois de manière confidentielle, parfois dans des théâtres importants de la capitale : Pierre Droulers présente quelques pièces au Plan K dirigé par Frédéric Flamand, Nicole Mossoux montre ses recherches dans un bar et Anne Teresa De Keersmaeker crée Asch au Beursschouwburg. Deux ans plus tard, Fase en fera la personnalité la plus marquante de ces années-là.
Au départ de Béjart en 1988, Gerard Mortier, alors directeur de La Monnaie, décide de remplacer le chorégraphe par l'Américain Mark Morris de 1989 à 1991 : c'est un fiasco ! Du côté du public, les réactions sont virulentes car Morris est considéré comme un iconoclaste et un provocateur. Du côté des jeunes chorégraphes, l'indignation fait rage : pourquoi avoir été chercher aux États-Unis un artiste qu'on aurait pu trouver ici ? Peu à peu ils s'organisent et finissent par obtenir une reconnaissance publique et officielle : au nord du pays, la Communauté flamande soutient trois chorégraphes depuis quelques années (Anne Teresa De Keersmaeker, Wim Vandekeybus et Alain Platel) ; au sud, un service de la danse est constitué au sein du Ministère de la Communauté française et des subventions sont allouées aux compagnies et aux créations. Finalement en 1992, Bernard Foccroulle nomme De Keersmaeker à la direction de la danse de La Monnaie et sa compagnie Rosas devient résidente de l'institution bruxelloise.

## Note
1. ↑  À l'époque, Jan Fabre n'était pas considéré comme chorégraphe mais comme metteur en scène, et ses pièces étaient subventionnées par le secteur du théâtre.